# Born a King
Born a King (àrab: وُلِدَ مَلِكاً, Wulida malikan) és una història històrica dramàtica coming-of-age del 2019 dirigida per Agustí Villaronga. La pel·lícula és protagonitzada per Abdullah Ali, Ed Skrein, Hermione Corfield, Laurence Fox i James Fleet.

## Argument
El 1919, després del col·lapse de l'Imperi Otomà, el jove de 14 anys Faisal és enviat pel seu pare, Abd-al-Aziz ibn Saüd, a una alta missió diplomàtica a Londres per assegurar la formació del que seria el Regne d'Aràbia Saudita. El jove Faisal negocia el futur del seu país i de la seva família amb polítics experimentats com Winston Churchill i Lord Curzon, i manté una amistat amb la princesa Mary.

## Repartiment
- Abdullah Ali - príncep Faisal
- Ed Skrein - Philby
- Hermione Corfield - princesa Mary
  - Yousef Alsaid interpreta Faisal de bebè
- Laurence Fox - Lawrence d'Aràbia
- Rawkan Binbella - Ibn Saud
- James Fleet - rei Jordi V
- Celyn Jones - Winston Churchill
- Rubén Ochandiano - Al Thunayyan
- Aidan McArdle - Humphrey Bowman
- Marina Gatell - Stella
- Kenneth Cranham - Lord Curzon
- Lewis Reeves - príncep de Gal·les

## Producció
Va acabar el rodatge a finals de 2017. La producció de la pel·lícula va durar gairebé quatre anys anys. Les ubicacions de rodatge inclouen Londres, Riad i Diriyah. La pel·lícula és el debut cinematogràfic de l'actor saudita Abdullah Ali.

## Estrena
Fou estrenada al Barcelona Sant Jordi International Film Festival (BCN FILM FEST) el 25 d'abril 2019. El 26 de setembre de 2019 la pel·lícula fou estrenada als Emirats Àrabs Units, Oman, Kuwait, Bahrain i Aràbia Saudita i els primers quatre dies va guanyar $972.962.

## Recepció
Born a King fou guardonada amb el premi a la millor pel·lícula del Festival Inward Eye Film Festival 2019 per a cinema independent.